# Otillbörligt gynnande av borgenär
Otillbörligt gynnande av borgenär, brott enligt svensk rätt.
I brottsbalken 11 kap 4 § står:
"Den som, då han eller hon är på obestånd, gynnar en viss borgenär genom att betala skuld som inte är förfallen, betala med annat än sedvanliga betalningsmedel eller överlämna säkerhet som inte var betingad vid skuldens tillkomst eller genom att vidta annan sådan åtgärd, döms, om åtgärden medför påtaglig fara för att en annan borgenärs rätt skall förringas avsevärt, för otillbörligt gynnande av borgenär till fängelse i högst två år. Detsamma skall gälla, om någon som är på obestånd i otillbörligt syfte gynnar en viss borgenär på annat sätt än som nyss sagts och detta medför påtaglig fara för att en annan borgenärs rätt skall förringas avsevärt.
En gäldenär, som för att främja ackord i hemlighet lämnar eller utlovar betalning eller annan förmån, döms också för otillbörligt gynnande av borgenär."
Detta brott kallades tidigare "mannamån mot borgenär".